# Marius Neculoiu
Marius Neculoiu (n. 21 septembrie 1965

) este un senator român, ales în 2012. 